# Wasserkraftwerk El Platanal
Das Wasserkraftwerk El Platanal (span. Central Hidroeléctrica El Platanal) befindet sich am Río Cañete, im zentralen Westen von Peru, 145 km südöstlich der Landeshauptstadt Lima. Das Kraftwerk liegt im Distrikt Zúñiga in der Provinz Cañete der Verwaltungsregion Lima. Betreiber der Anlage ist Compania Electrica El Platanal (Celepsa), eine Tochtergesellschaft von Cementos Lima SA. Die Projektkosten beliefen sich auf 320 Mio. US-Dollar.

## Wasserkraftwerk
Das Kavernenkraftwerk befindet sich im rechten Talhang des Río Cañete bei Flusskilometer 65. Es wurde 2010 in Betrieb genommen. Das Maschinenhaus ist mit 2 Pelton-Turbinen mit einer Leistung von jeweils 120 MW ausgestattet. Es ist über einen 690 m langen Zugangstunnel erreichbar. Die Jahresenergieproduktion betrug 2015 1172 GWh. Die Netto-Fallhöhe beträgt 630 m, die Ausbauwassermenge liegt bei 80 m³/s.

## Talsperre Capillucas
Die Talsperre Capillucas (⊙) befindet sich
am Río Cañete bei Flusskilometer 92. Der Damm ist 33 m hoch. Das nutzbare Speichervolumen beträgt 1,8 Mio. m³. Ein 12,5 km langer Tunnel (Durchmesser: 5 m) führt das Wasser durch die rechtsseitige Gebirgsseite zu einem Wasserschloss (⊙). Von diesem gelangt das Wasser über einen Druckstollen zum Maschinenhaus. Unterhalb des Kraftwerks wird das Wasser (⊙) zuerst in ein Ausgleichsbecken (⊙) geleitet. Von diesem wird es dann in den Fluss abgelassen. Nahe dem Ausgleichsbecken liegt das Umspannwerk (⊙) des Kraftwerks am rechten Flussufer des Río Cañete.

## Weitere Wasserspeicher
Im Rahmen des Wasserkraftprojekts wurde am See Laguna Paucarcocha (⊙), am Oberlauf des Río Cañete, ein 28 m hoher Damm errichtet. Der aufgestaute See besitzt einen nutzbaren Stauraum von 70 Mio. m³ und dient der Wasserversorgung des Kraftwerks während der niederschlagsarmen Zeit.